# ديفيد مايهيو
ديفيد ر. مايهو (بالإنجليزية: David R. Mayhew) (من مواليد 18 مايو 1937)، وهو أستاذا للعلوم السياسية في قسم العلوم السياسية بجامعة ييل، ومؤلفا لثمانية كتب مؤثرة في السياسة الأمريكية، ويعتبر واحدا من كبار العلماء في الكونغرس الأمريكي. ماثيو هو عضو في كلية ييل منذ عام 1968 كما قام بالتدريس في جامعة ماساتشوستس وكلية أمهرست وجامعة أكسفورد وجامعة هارفارد.
جادل مايهيو في الكونجرس بأن العديد من تنظيمات الكونغرس الأمريكي يمكن تفسيرها كنتيجة لسلوك إعادة الانتخاب من قبل أعضائه. وجاء في كتابه "حكمنا المنقسم" قائلًا: "يوجد تنازع في الفكرة المقبولة سابقًا بأنه عندما يتم التحكم في الكونجرس والرئاسة من قبل أطراف مختلفة، يتم تمرير تشريع أقل أهمية من الحكم الموحد. فاز الكتاب بجائزة ريتشارد إي نويشتاد عام 1992.
أكّد كتابه الأخير، "التوازن الحزبي: لماذا لا تود الأحزاب السياسية أن تقتل النظام الدستوري الأمريكي" (مطبعة جامعة برينستون، 20"11)، على أن الأغلبيات تميّز النظام الأمريكي إلى حد كبير. كما تميل رغبات الأكثرية إلى دفع المؤسسات إلى الخلف نحو الناخب الوسيط. فاز كتايه ذلك بجائزة ليون دي ايبشتاين المعلقة لعام 2011 من الجمعية الأمريكية للعلوم السياسية.

## تعليمه
حصل مايهو على درجة الدكتوراه من جامعة هارفارد في عام 1964، بعد أن حصل على درجة الماجستير من كلية أمهرست في عام 1958، كما حصل على زمالة الأكاديمية الأمريكية للفنون والعلوم. [5]

## تكريمه
في عام 2002، تلقى ديفيد من رابطة العلوم السياسية الأمريكية جائزة جيمس ماديسون، والتي تُمنح لأعضائه الداخليين، وتعترف بعالم السياسة الأمريكي الذي قدم مساهمة علمية متميزة في العلوم السياسية. وحصل في عام 2004 على صموئيل جيه لإنجازاته مدى الحياة من جمعية العلوم السياسية الأمريكية. وفي عام 2007، تم انتخاب مايهو لعضوية الجمعية الأمريكية الفلسفية، ثم انتُخب في 30 أبريل 2013 للأكاديمية الوطنية للعلوم.

## كتبه
- ولاء الحزب بين أعضاء الكونغرس (مطبعة جامعة هارفارد، 1966)
- الكونغرس: الصلة الانتخابية (مطبعة جامعة ييل، 1974؛ صدرت في 2004)
- وضع الأطراف في السياسة الأمريكية (مطبعة جامعة برينستون، 1986)
- المؤتمر الحكومي والوطني في أمريكا: الأعمال في المجال العام (مطبعة جامعة ييل، 2000)
- إعادة التقويم الانتخابي: نقد لنوع أمريكي (مطبعة جامعة ييل، 2002)
- مقسم نحن نحكم: التحكم بالحزب، صنع القوانين والتحقيقات، 1946-2002 (مطبعة جامعة ييل، 2005)
- الأطراف والسياسات: كيف تعمل الحكومة الأمريكية (مطبعة جامعة ييل، 2008)
- التوازن الحزبي: لماذا لا تقتل الأحزاب السياسية النظام الدستوري الأمريكي (مطبعة جامعة برينستون، 2011)

## روابط خارجية
- Yale University profile
- Personal website
- "Mayhew lauded for his studies of party politics", Yale Bulletin & Calendar, Sept. 24, 2004.
- "Divided We Govern" excerpts, Google Books
- Department of Political Science, Yale University